# Joseph Simons
Pour les articles homonymes, voir Simons.
Joseph Simons, né Emmanuel Lobb en 1593, à Portsmouth, dans le Hampshire (Angleterre) et mort le 24 juillet 1671 à Londres, est un prêtre jésuite anglais, professeur de littérature et dramaturge. Il fut également supérieur des jésuites d’Angleterre de 1667 à sa mort.

## Jeunesse et formation
Né dans une famille protestante aux revenus très modestes Joseph perd son père alors qu’il a 11 ans. Sa mère, veuve, l’envoie au Portugal souhaitant qu’il en apprenne la langue en vue d’une bonne carrière commerciale.  À Lisbonne, il fait la connaissance du jésuite anglais Henry Floyd qui le reçoit dans l’Église catholique (vers 1611) et l’envoie poursuivre ses études au collège anglais de Saint-Omer, dans les Pays-Bas méridionaux. De là il se rend à Rome où - sous le nom de ‘Smith’ - il est admis au collège-séminaire anglais le 13 octobre 1616.
Ses études terminées il revient dans les Pays-Bas méridionaux, terre d’exil des catholiques anglais, et entre au noviciat des jésuites anglais, à Liège, en 1619. Après le noviciat il enseigne les humanités au collège anglais de Saint-Omer (1621 à 1625). Vers 1629 Simons est ordonné prêtre à Liège, dans la principauté de Liège.  

## Pédagogue et dramaturge
Ensuite  Simons est de nouveau à Saint-Omer pour deux ou trois ans, comme préfet des   études, avant de rejoindre le collège des jésuites anglais de Liège où il enseigne la philosophie, la théologie et l’Écriture Sainte, jusqu’en 1645. Il y fait sa profession religieuse définitive en 1633.
C’est durant ces années qu’il écrit ses tragédies (latines) qui sont pour la première fois mises en scène, comme exercices pédagogiques pour ses étudiants: Virtus sive fortitudo Christiana (1623), Mercia sive pietas coronata (1624), Theoctistus sive constans in aula virtus (1624), Zeno sive ambitio infelix (1631). Leo Armenus sive impietas punita (entre 1624 et 1631). C’est ce groupe des ‘cinq tragédies’, parmi les plus célèbres du théâtre jésuite, qui le font connaitre et garderont son nom pour la postérité.
En Octobre 1647, Joseph Simons est nommé recteur du Collège anglais de Rome. Les représentations de ses œuvres sont populaires dans la Ville éternelle, et très favorablement commentées. Par demande publique il n’est pas rare qu’elles soient représentées jusqu'à 6 fois de suite. Elles sont publiées et réimprimées plusieurs fois sous le titre de Tragoediae quinque.  
Simons revient à Liège en 1650 comme recteur du collège anglais. Il est Instructeur du Troisième An (1656-1657) à Gand, à la fin de son mandat de six ans à Liège. Envoyé à Londres, où la situation semble s’améliorer pour les catholiques et leurs prêtres, Simons est supérieur provincial des jésuites d’Angleterre de 1667 à 1671. Peut-être est-il lié à la conversion (secrète) au catholicisme du duc d’York (futur roi Jacques II) qui reçoit l’Eucharistie pour la première fois en 1669.  Joseph Simons meurt à Londres le 24 juillet 1671.

## Œuvres
Ses tragédies - le groupe des ‘cinq tragédies’ - furent fréquemment réimprimées, au moins six fois en 50 ans, un « fait sans précédent dans toute la tradition théâtrale jésuite » La popularité de ses pièces de théâtre est peut-être due, au moins en partie, à l'originalité des thèmes choisis, qui sont tirés de l'histoire haute en couleur de l’empire de Byzance, de l'ancienne Angleterre traditionnelle et l'Église héroïque des premiers siècles à Rome. Ses biographes jésuites font également l’éloge de ses talents linguistiques comme sa compétence philosophique et théologique.
- Tragoediae quinque, Liège, 1656.
- Jesuit theater Englished: five tragedies of Joseph Simons, Saint-Louis, Institute of Jesuit Sources, 1989, 394pp.